# Piers Courage
Piers Raymond Courage (Colchester, 1942. május 27. – 1970. június 21.) brit autóversenyző. A Courage sörgyár örököse.

## Pályafutása
Jonathan Williamsszel megalapították az Anglo-Swiss Racing csapatot és beneveztek az európai Formula–3-as sorozatra. Piers Courage az 1967-es dél-afrikai nagydíjon mutatkozhatott be a Formula–1-ben egy Lotus volánja mögött. 3 évig tartó Formula–1-es pályafutása során kétszer dobogós helyen végzett a brit pilóta.
Tim Parnell kérte fel arra, hogy a BRM-ben versenyezzen, de szerepelt a Brabham csapatban és a De Tomaso csapatában is. A brit versenyző 27-szer állt rajthoz.

## Halála
Az 1970-es Formula–1-es világbajnokság ötödik futamán a holland nagydíjon a nagy küzdelemben elvesztette uralmát autója felett, ami felborult, maga alá temetve a brit versenyzőt, aki halálos égési sérüléseket szenvedett. 28 évet élt.

## Teljes Formula–1-es eredménysorozata
(Táblázat értelmezése)

(Félkövér: pole-pozícióból indult; dőlt: leggyorsabb kört futott) 

| Év   | Csapat                     | 1      | 2      | 3      | 4      | 5      | 6      | 7      | 8     | 9      | 10     | 11     | 12     | 13  | Helyezés | Pont |
| ---- | -------------------------- | ------ | ------ | ------ | ------ | ------ | ------ | ------ | ----- | ------ | ------ | ------ | ------ | --- | -------- | ---- |
| 1967 | Owen Racing Organisation   | RSA Ki | MON Ki | NED    | BEL    | FRA    | GBR Ni | GER    | CAN   | ITA    | USA    | MEX    |        |     | -        | 0    |
| 1968 | Reg Parnell Racing         | RSA    | ESP Ki | MON Ki | BEL Ki | NED Ki | FRA 6  | GBR 8  | GER 8 | ITA 4  | CAN Ki | USA Ki | MEX Ki |     | 19.      | 4    |
| 1969 | Frank Williams Racing Cars | RSA    | ESP Ki | MON 2  | NED Ki | FRA Ki | GBR 5  | GER Ki | ITA 5 | CAN Ki | USA 2  | MEX 10 |        |     | 8.       | 16   |
| 1970 | Frank Williams Racing Cars | RSA Ki | ESP Ni | MON Hn | BEL Ki | NED Ki | FRA    | GBR    | GER   | AUT    | ITA    | CAN    | USA    | MEX | -        | 0    |

## Fordítás
- Ez a szócikk részben vagy egészben  a   Piers Courage című angol Wikipédia-szócikk fordításán alapul.  Az eredeti cikk szerkesztőit annak laptörténete sorolja fel. Ez a jelzés csupán a megfogalmazás eredetét és a szerzői jogokat jelzi, nem szolgál a cikkben szereplő információk forrásmegjelöléseként.

## Külső hivatkozások
- Profilja a grandprix.com honlapon (angolul)
- Profilja a statsf1.com honlapon (angolul)

1. ↑  Darryl Roger Lundy: The Peerage (angol nyelven)
2. ↑  Piers Courage (angol nyelven). The Times  pp. 12. Times Media, 1970. június 22.
3. ↑  Briton dies in race crash (angol nyelven). The Times  pp. 5. Times Media, 1970. június 22.